# Метревели, Елена Павловна
Елена Павловна Метревели (груз. ელენა პავლოვნა მეტრეველი; 1917—2003) — советский и грузинский учёный в области филологии, литературоведения и археографии доктор филологических наук (1956), профессор (1970), академик АН Грузинской ССР (1983). Директор Института рукописей имени К. Кекелидзе АН Грузинской ССР (1968—1988). Заслуженный деятель науки Грузинской ССР (1977). Лауреат Государственной премии Грузии (1994).

## Биография
Родилась 13 декабря 1917 года в селе Квирилы (ныне город Зестафони, Грузия).
С 1935 по 1940 год обучалась на филологическом факультете Тбилисского государственного университета.
С 1944 по 1946 год на педагогической работе в Горийском государственном педагогическом институте, в качестве преподавателя читала курс лекций по вопросам древнегрузинской литературы. С 1946 года на научно-исследовательской работе в Государственном музее Грузии в качестве старшего научного сотрудника Отдела рукописей.
С 1948 по 1959 год одновременно с научной занималась педагогической работой в Тбилисском государственном педагогическом институте имени А. С. Пушкина, где в качестве преподавателя читала курс лекций по вопросам древнегрузинской литературы. Одновременно с 1958 года на научной работе в Институте рукописей имени К. Кекелидзе АН Грузинской ССР: с 1958 по 1968 год — руководитель Археографического отдела, с 1968 по 1988 год — директор этого института, с 1988 по 2003 год — научный советник этого института.

### Научно-педагогическая деятельность и вклад в науку
Основная научно-педагогическая деятельность Е. П. Метревели была связана с вопросами в области филологии и лексикологии, археографии, литературоведения, занималась исследованиями в области грузино-византийских литературных отношений и истории грузинской культуры. Е. П. Метревели была председателем Археографической комиссии АН Грузинской ССР (1976—1990), членом Археографической комиссии АН СССР — РАН (1968—2003), в 1994 году была избрана почётным доктором Тюбингенского университета в Германии.
В 1944 году защитила кандидатскую диссертацию, в 1956 году защитила докторскую диссертацию на соискание учёной степени доктора филологических наук по теме «„Путешествие“ Тимотэ Габашвили». В 1970 году ВАК СССР ей было присвоено учёное звание профессор. В 1974 году была избрана член-корреспондентом, а в 1983 году — действительным членом АН Грузинской ССР. Е. П. Метревели было написано более 130 научных работ, в том числе пятнадцать монографий.

## Основные труды
- «Путешествие» Тимотэ Габашвили. — Тбилиси : Изд. АН ГрССР, 1956. — 161 с.
- Значение синайской экспедиции 1902 г. в развитии. — Тбилиси : Мецниереба, 1976. — 11 с.
- Древнейший Ядгари и его значение для изучения византийской гимнографии. — Тбилиси : Мецниереба, 1979. — 12 с[3]

## Награды
- Орден Трудового Красного Знамени (1976)
- Орден Чести (Грузия) (1996)
- Государственная премия Грузии (1994 — за сочинение «Древнейший Иадгари»)
- Премия К. Кекелидзе АН Грузии (1998 — за монографию «Очерки из истории культурно-просветительского центра на Афоне»)[2]